# Ruta 201 (Costa Rica)
La Ruta 201, oficialmente Ruta Nacional Secundaria 201, es una ruta nacional de Costa Rica ubicada en la provincia de San José.

## Descripción
En la provincia de San José, la ruta atraviesa el cantón de Goicoechea (los distritos de Guadalupe, Calle Blancos), el cantón de Montes de Oca (el distrito de Mercedes).